# Llista de pobles de Niue

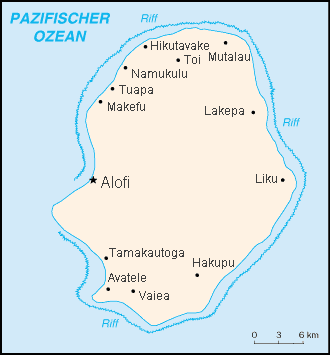
Pobles de Niue

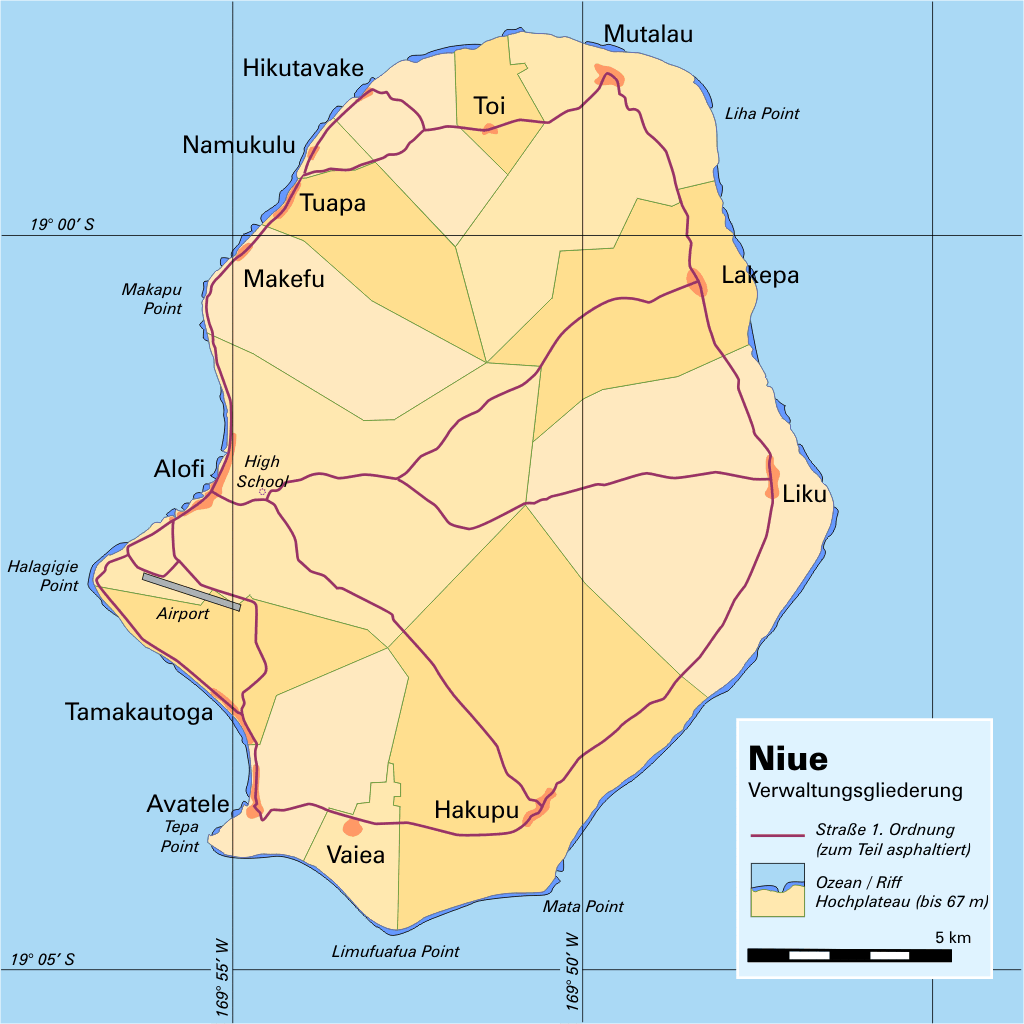
Límits administratius dels pobles

Niue es subdivideix en 14 pobles (és a dir, municipis). Cada poble té un consell de poble que elegeix el seu president. Els pobles són alhora districtes electorals. Cada poble envia un assembleari al Parlament de Niue.

## Llista
La següent taula enumera els pobles de Niue i les seves població i superfície. Aquestes són les subdivisions administratives de Niue. Alguns d'ells inclouen assentaments i llogarets més petits.
Els pobles d'Alofi North i d'Alofi South junts són la capital de Niue, Alofi (amb una població de 614 persones). A la taula, els pobles estan llistats en el sentit de les agulles del rellotge.
| No.                                   | Municipi    | Població (cens de 2017) | Població (cens de 2022) | Àrea (km2 | Densitat de població (habitants per km2) 2022 |
| ------------------------------------- | ----------- | ----------------------- | ----------------------- | --------- | --------------------------------------------- |
| Motu (àrea tribal històrica al nord)  |             |                         |                         |           |                                               |
| 1                                     | Makefu      | 64                      | 73                      | 17.13     | 4.8                                           |
| 2                                     | Tuapa       | 106                     | 103                     | 12.54     | 7.3                                           |
| 3                                     | Namukulu    | 10                      | 9                       | 1.48      | 5.4                                           |
| 4                                     | Hikutavake  | 45                      | 39                      | 10.17     | 4.8                                           |
| 5                                     | Toi         | 17                      | 32                      | 4.77      | 6.9                                           |
| 6                                     | Mutalau     | 98                      | 77                      | 26.31     | 3.6                                           |
| 7                                     | Lakepa      | 91                      | 95                      | 21.58     | 5.1                                           |
| 8                                     | Liku        | 88                      | 74                      | 41.64     | 1.8                                           |
| Tafiti (àrea tribal històrica al sud) |             |                         |                         |           |                                               |
| 9                                     | Hakupu      | 190                     | 180                     | 48.04     | 4.1                                           |
| 10                                    | Vaiea       | 103                     | 81                      | 5.40      | 15.9                                          |
| 11                                    | Avatele     | 139                     | 128                     | 13.99     | 9.6                                           |
| 12                                    | Tamakautoga | 198                     | 180                     | 11.93     | 11.2                                          |
| 13                                    | Alofi South | 413                     | 423                     | 46.48     | 13.0                                          |
| 14                                    | Alofi North | 157                     | 187                     | 46.48     | 13.0                                          |
|                                       | Niue        | 1,719                   | 1,681                   | 261.46    | 6.5                                           |